# Grünverfärbender Täubling
Der Grünverfärbende Täubling (Russula postiana syn. R. olivascens), auch Gelbgrüner- oder Olivgrüner (Dotter-)Täubling genannt, ist ein Pilz aus der Familie der Täublingsverwandten (Russulaceae). Er ist durch einen kräftig gelbgrünen Hut und ockergelbe Lamellen sowie einen Geruch nach Most oder Majoran, der nach längerem Liegen entsteht, gekennzeichnet.

## Merkmale

### Makroskopische Merkmale
Der Hut ist heller oder dunkler oliv bis deutlich gelbgrün gefärbt, manchmal enthält er weinrot-violette bis schwärzliche Stellen. Er kann gelegentlich konzentrisch gefärbt sein und wie der Rotstielige Leder-Täubling (R. olivacea) erscheinen. Der Hut erreicht einen Durchmesser zwischen 3 und 7 Zentimetern. Er ist wenig fleischig und relativ weich. Die Oberfläche ist schmierig, zuletzt aber trocken und seidig. Meist ist er kahl, kann aber mehr oder weniger flockig überstreut auftreten. Der Hutrand ist im Alter gefurcht höckerig. Die Huthaut ist abziehbar.
Die Lamellen sind im Alter typisch satt orangeocker gefärbt und erinnern an Goldlack. Sie sind breit bauchig und stehen gedrängt. Außerdem sind sie gabelig und oft recht stark faltig-queraderig. Am Stiel sind sie verschmälert angewachsen.
Der Stiel ist weiß gefärbt und meist stark seidig. Die Oberfläche ist manchmal etwas flockig. Er besitzt eine walzige Form und ist an der Basis zugespitzt. Er erreicht eine Länge von 2 bis 7 sowie eine Dicke zwischen 1 und 1,5 Zentimetern. Er wird später weich und lasch.
Das Fleisch ist weiß gefärbt und schmeckt mild. Nach längerer Liegezeit riecht es nach Most oder Majoran. Es besitzt eine weiche, lockere Konsistenz und ist daher recht leicht. Mit Phenol färbt es sich meist stärker rötlich und schließlich schokoladenschwarz an.

### Mikroskopische Merkmale
Die Sporen sind gelblich gefärbt. Sie besitzen eine rundliche bis ellipsoide Form und messen 8–12 × 8–10 Mikrometer. Die Oberfläche ist isoliert stachelig, manchmal auch mit kräftigen zylindrischen Stacheln oder groben Warzen beziehungsweise Platten versehen. Meist ist sie mit feinen, sehr dichten Punkten überstreut. Die Zystiden sind spindelig geformt und oft zugespitzt. An den Lamellenschneiden sind nur wenige vorhanden; meist ragen sie heraus.

## Artabgrenzung
Der Grünverfärbende Täubling kann mit gelbgrünlichen Formen des Zweifarbigen Täublings (R. neglecta) verwechselt werden. Dieser besitzt jedoch oft noch violette Töne. Er riecht nach Jodoform, nach längerem Liegen stellt sich allerdings ebenfalls ein Geruch nach Most oder Majoran ein.

## Ökologie
Der Grünverfärbende Täubling ist in Buchen- und Buchen-Tannen-, aber auch in Fichtenwäldern der höheren Lagen anzutreffen. Dort besiedelt er frische bis mäßig feuchte, neutrale bis alkalische, oder auch schwach saure Böden über Kalk, Mergeln und basenreichem Urgestein.
Er ist ein Mykorrhiza-Pilz, der mit Nadelbäumen wie Fichten und Rotbuchen eine Symbiose eingeht. Die Fruchtkörper werden vorrangig zwischen August und Anfang Oktober gebildet. Vereinzelt erscheinen sie auch einen Monat früher oder später. Häufig sind sie auf moosigem Untergrund zu finden.

## Verbreitung

Europäische Länder mit Fundnachweisen des Grünverfärbenden Täublings.
Legende:
Länder mit Fundmeldungen
Länder ohne Nachweise
keine Daten
außereuropäische Länder

Der Grünverfärbende Täubling ist in Europa in der boreal-montanen Zone verbreitet. So kommt er im Bergland von Frankreich im Westen bis Südpolen und Tschechien im Osten vor. Nach Süden reicht das Gebiet bis Italien und Rumänien sowie nach Norden in die borealen Nadelwälder Fennoskandinaviens. Somit fehlt die Art weitgehend in den tiefer gelegenen Gebieten wie dem Mitteleuropäischen Tiefland.
In Deutschland ist der Pilz nur im Süden nachgewiesen. Die Funde stammen aus Baden-Württemberg und Bayern sowie je einer aus der Südpfalz und dem Saarland.

## Systematik

### Infragenerische Systematik
Der Grünverfärbende Täubling wird von M. Bon in die Untersektion Chamaeleontinae gestellt, eine Untersektion der Sektion Lilaceae (Incrustatae). Die Untersektion enthält milde Täublinge mit gelbem Sporenpulver und meist feinsamtiger Huthaut. Unter dem Mikroskop lassen sich in der Huthaut inkrustierte Primordialhyphen und mehr oder weniger keulige oder kopfige Hyphen-Endzellen erkennen.

## Bedeutung
Der Grünverfärbende Täubling ist essbar.